# Риторика науки
Риторика науки — подход в философии науки, выдвигающий на первый план процедуру аргументации, а не доказательства, и использующий логику аргументации для изучения научных текстов. Риторика науки возникла в конце XX века, вслед за такими схожими с ней дисциплинами, как социология научного знания, история науки и философия науки.

## Обзор
Риторика известна как дисциплина, изучающая средства и цели убеждения. В то же время, наука воспринимается как открытие и запись знаний о естественном мире. Главным утверждением риторики науки является то, что на практике в науке в разной степени используется убеждение. Изучение науки с этой точки зрения различным образом рассматривает виды исследований, логики, аргументации, структур научных публикаций и особенности научных лекций и дебатов.
Например, учёные должны убедить научное сообщество в том, что их исследование основано на солидном научном методе. С точки зрения риторики, научный метод включает топосы проблема—решение, которые демонстрируют умения наблюдать и экспериментировать, а также имеют объяснительную и предсказательную силу: 185–193. Умение экспериментировать само является топосом убеждения:186.

## Возникновение риторики науки
В конце XX века нормы рациональности существенно изменились, а господство идеалов доказательного знания закончилось. На смену аксиоматико-дедуктивному доказательству как основе знания пришли риторические процедуры аргументации, возникло понятие риторики науки. Значимость аксиологических суждений, а также необходимость учитывать исторический контекст при создании объясняющих положений, особенно в гуманитарных науках, заставили философов науки отказаться от прежней модели рациональности, основанной на сепарации внутринаучных и вненаучных ценностей.
Риторика науки — это направление в рамках риторических исследований, связанное с речевым общением (speech communication), литературной теорией и герменевтикой. Она превратилась из техники создания убедительного текста или речи в универсальный метод, основанный на интерпретации. Появление риторики науки поставило под сомнение объективистские эпистемологические основы исследования. Логический позитивизм, декартова эпистемология субъект-объектного разделения, и другие теории, где существенна потеря роли наблюдателя, теперь рассматриваются как риторические дискурсивные практики, которые функционируют в различных системах власти и проводят исследования в рамках принятых ценностей и определенной конструкции истины. Риторика науки видится антонимом логическому позитивизму, эксплицирующему объяснение как метод на все предметные области науки — она считает таким универсальным методом понимание, каким оно было создано в герменевтике.
Критика, осуществляемая риторикой науки, не приводит к радикальному релятивизму, но все же выявляет часто игнорируемые нормы и ценности, регулирующие область исследования, а также обращает внимание на функции аналогии и метафоры, метонимии, синекдохи, важность предполагаемого мировоззрения исследователя, «полезности» как самого исследования, так и его результатов для других, и продуктивности знаний. Теперь прежние правила научного метода значимы исключительно в качестве стратегий аргументации. Создание риторики науки позволило начать изучать то, что прежде оставалось в области неартикулируемого или маргинального — например, объектом изучения Латура в статье «Дайте мне лабораторию, и я переверну мир» стали сами лабораторные исследования, а не то, чему они были посвящены, например, изучение микробов.
С. Тулмин в своей книге «Человеческое понимание» критикует абсолютизм предтечи аналитической философии Фреге и неогегельянца Коллингвуда, игнорирующий ценностные аспекты в поисках рациональности, но также не признает и релятивизм, поскольку тот забывает о рациональности вовсе, зацикливаясь на культурных различиях. Он ищет третий путь и находит его в практике судебной аргументации, идею универсализации прецедента в которой он переносит в сферу риторики.. Его концепция позволила совершить риторический поворот в философии науки, влияние которого стало заметно со второй половины XX века.

## История и основные направления риторики науки в XX—XXI веках
Риторика науки как область современной философии науки обретает популярность в 60-70х годах XX века на фоне происходящего изменения образа науки. Точкой отсчета современной риторики науки принято считать работу Томаса Куна «Структура научных революций» (1962). Научная революция, по Куну, представляет собой смену научным сообществом объясняющей парадигмы, и для понимания приоритета в выборе определенной парадигмы необходимо непосредственное изучение традиций и установившихся практик науки. Описывая изменения в научной мысли, Кун заключает, что революционный сдвиг происходит посредством убеждения (persuasion), которое является ничем иным, как определяющим понятием риторики.
Ричард Рорти становится последователем идей Куна, и в работах «Философия и зеркало природы» («Philosophy and the Mirror of Nature», 1979) и Случайность, ирония и солидарность («Contingency, Irony, and Solidarity», 1989) он показывает значение и следствия «риторических поворотов» (= «риторических сдвигов») в науке.
Помимо «научных поворотов», риторическим оказывается сам научный метод. Пол Фейерабенд в работе «Против метода» (1975) доказывает наличие множества методов, научных подходов и стилей. «В самом деле, — пишет Фейерабенд. — определенные методы дискуссии или внушения, некогда мудрости, ныне нашли себе новое прибежище в науке». Ни один существующий метод не способен гарантировать успешность науки в представлении объективного знания о мире.
Аллан Харрис, анализируя современные метанаучные исследования, приходит к заключению о существовании двух подходов к проблемам риторики науки. Первый подход — эмпирический — предполагает анализ отдельных научных феноменов, что позволяет отличить риторику науки от философии науки, занимающейся преимущественно общими вопросами. Риторика науки, таким образом, встает в один ряд с историей, психологией и социологией науки, которые занимаются отдельными проблемами и частными случаями науки. Второй подход — теоретический (метариторика науки) — выявляет ряд общенаучных проблем путем и ближе к философии науки. Харрис замечает, что сами работы метариториков науки основываются на анализе конкретных примеров, и поэтому не лишено основание отнесение их также к области эмпирических исследований.
Харрис предлагает разделить корпус работ в области риторики науки на шесть основных категорий.:
1. Риторика технологии (Rhetoric of Technology). К этой области относятся исследования Фаррела и Гуднайта (T. B. Farrel and G.T. Goodnight); «Публичное знание» и «Технология» Дж. Д. Миллера, (J. D. Miller, «Public Knowledge», «Technology»);
2. Риторика религии в науке (Rhetoric of Religion in Science). К данной категории относятся: «Ересь» и «Наука и сакральный космос» Томаса М. Лессла (Thomas M. Lessl, «Heresy», «Science and Sacred Cosmos»)
3. Риторика научного сочинения (Rhetoric of Scientific Composition). Чарльз Базерман, «Кодификация», «Физицист», «Научное писание», «Современная эволюция» и другие (Charles Bazerman «Codifying», «Physicist», «Scientific Writing», «Modern Evolution»); исследования Ллойда Бостиана и Анны Теринг (Lloyd R. Bostian and Ann C. Thering).
4. Риторика научного языка (The Rhetoric of Scientific Language). Например, работы У. Андерсон (W. Anderson, «The Rhetoric, Scientific Nomenclature», «Between»).
5. Риторика общественной научной политики (The Rhetoric of Public Science Policy). Bantz; J.A. Campbell Crisis of Ecology, Gross Public Debates, Gussfield Literary Rhetoric and the Culture; Killingworth and Steffens; Miller Public Knowledge, Munevar, Shapiro и др.
6. Прототипическая риторика науки (Prototypical Rhetoric of Science). Дж. А. Кампбелл «Дарвин и происхождение видов», «Чарльз Дарвин», «Научная революция» (J.A. Campbell, «Darwin and the Origin», «Charles Darwin», «Scientific Revolution», etc), Дж. Фанесток (J.Fahnestock, «Accommodating Science and Arguing»); М. Финочиаро «Логика и Галилео» (M. Finocchiaro, «Logic and Galileo»); Г. Майерс (H. Myers «Nineteenth Century and Every Picture») и другие.

Риторика науки проникает в такие сферы научных дискуссий, как логика, эпистемология, теория аргументации, этика научных практик, а также в области, смежные с историей, лингвистикой и психологией. Филип Вондер (Philip Wander, 1976) в «Риторике науки» исследует феноменальное проникновение науки в современную бытовую жизнь.
На конференции в Вингспреде (Wingspread, Speech Communication Conference) в 1970-е статус риторики науки меняется и она приобретает характер универсальной герменевтики научного знания.

## Критика риторики науки
Риторика — это и дисциплина, и перспектива, с которой можно рассматривать дисциплины. Как дисциплина, она имеет герменевтическую задачу и генерирует знания; как перспектива, она дает возможность создавать новые точки зрения. Может ли риторическая теория функционировать как общая герменевтика, ключ ко всем текстам, включая научные тексты? Хотя естественные и гуманитарные науки фундаментально различаются, науку в целом можно рассматривать герменевтически как набор текстов, демонстрирующих изучение знаний, основанное на понимании.
Несмотря на актуальность и широкий исследовательский спектр, риторика науки до сих пор остается противоречивым явлением в научном мире. На это указал Д. Гаонкар, отметив., что желание придать риторике глобальное значение в качестве герменевтического метадискурса противоречит ее традиционному пониманию как практического искусства разработки текстов, в котором еще не было интерпретационного момента. Так же он считает, что риторическая терминология слишком абстрактна для выполнения своей основной задачи — критики научных текстов. Центральные понятия риторики (тема, убеждение, энтимема) слишком расплывчаты и имеют опасность стать глобальными, поскольку не имеют никаких устоявшихся значений. Риторика не может быть ключом ко всем текстам, потому что она сильно зависима от человеческого фактора, неспособного затмить другие силы, участвующие в формировании дискурса, будь то экономика или политика.
Замечания Гаонкара положили начало масштабным дебатам о месте риторики в научном мире. Его оппоненты утверждали, что риторика как производство убеждающего текста и как герменевтическая его интерпретация находятся в диалектическом единстве и говорили о том, что расширение сферы употребления риторики правомерно и не размывает значения понятия, но свидетельствует о том, что можно рассматривать разные виды текстов независимо от их специфики.